# Ярбеков Ділшод Ахмадович
Ярбеков Ділшод Ахмадович (узб. Ярбеков Дилшод Аҳмадович; 1 травня 1974, Самарканд, Узбецька Радянська Соціалістична Республіка) — узбецький боксер, призер чемпіонату світу та Азійських ігор, чемпіон Азії.

## Спортивна кар'єра
1994 року Ділшод Ярбеков став бронзовим призером Азійських ігор, програвши у півфіналі Лі Син Бе (Південна Корея).
На чемпіонаті світу 1995 завоював бронзову медаль, здолавши трьох суперників і програвши в півфіналі Аріелю Ернандес (Куба) — 1-6. Восени того ж року став чемпіоном Азії.
На Олімпійських іграх 1996 Ярбеков дійшов до чвертьфіналу.
- В 1/16 фіналу переміг Бріана Йогансена (Данія) — RSCI-3
- В 1/8 фіналу переміг Людовита Плачетку (Чехія) — (+)4-4
- В чвертьфіналі програв Роші Веллсу (США) — 8-8(+)

На чемпіонаті світу 1997 переміг двох суперників, а в чвертьфіналі програв Жолту Ердеї (Угорщина) — 1-8.
1998 року став срібним призером Азійських ігор, програвши в фіналі В'ячеславу Бурба (Казахстан).
1999 року Ділшод Ярбеков опустився в першу середню вагу. На чемпіонаті світу 1999 переміг двох суперників, а в чвертьфіналі програв Хорхе Гутьєресу (Куба) — 1-8.
На Олімпійських іграх 2000 програв в першому бою Феліксу Штурму (Німеччина) — 6-10.